# توندورف
توندورف (به آلمانی: Tonndorf) یک شهر در آلمان است که در وایمارر لاند واقع شده‌است. توندورف ۶۷۴ نفر جمعیت دارد.